# 釣り聖地化TV
『釣り聖地化TV』は、2021年4月25日から長崎国際テレビ（NIB）で放送されている釣り番組である。

## 出演者
- 宮脇詩音

## 放送時間
いずれも日本標準時。
- 毎月最終日曜 0:55 - 1:25（毎月最終土曜深夜）（2021年4月25日 - ）
  - また、TVer・Huluにおいても番組の動画配信を行っている。